# Maurice-François de Mac Mahon
Maurice-François de Mac-Mahon (Sully, 14 ottobre 1754 – Autun, 22 marzo 1831) è stato un generale francese.
È noto in particolare per essere stato il padre di Patrice de Mac-Mahon, duca di Magenta, maresciallo di Francia e poi presidente della Repubblica Francese.

## Biografia
Figlio del nobile Jean-Baptiste Mac Mahon, I marchese di Éguilly, e di sua moglie Charlotte Le Belin, Maurice-François discendeva da un'antica famiglia irlandese che si era rifugiata in Borgogna dopo la caduta degli Stuart.
Il 18 ottobre 1761 venne introdotto al Sovrano Militar Ordine di Malta senza ad ogni modo pronunciare mai i voti solenni, motivo per cui in seguito ottenne di potersi sposare. Come suo fratello maggiore Charles-Laure, II marchese di Éguilly, Maurice-François intraprese la carriera delle armi divenendo moschettiere nella 2ª compagnia nel 1768, ed ottenendo il rango di capitano nel reggimento dei corazzieri del re nel 1773.
Nel 1777 venne nominato capitano in seconda e dal 1784 capitano comandante di una compagnia, sino a raggiungere il grado di maestro di campo in seconda degli ussari del duca di Lauzun il 7 ottobre 1787. Il 14 ottobre di quello stesso anno ricevette la croce dell'ordine militare di San Luigi.
Nel 1779 venne promosso colonnello e gli venne affidato un reggimento della brigata irlandese dell'esercito francese, rimanendo in tale carica sino al 1788 quando ottenne il comando del reggimento degli ussari del duca di Lauzun. Con questo reggimento prese parte alla repressione dell'ammutinamento della guarnigione di Nancy il 31 agosto 1790 nell'ambito della Rivoluzione francese, occasione nella quale ricevette una ferita d'arma da fuoco al ginocchio, venendo disarcionato da cavallo e trascinato dallo stesso essendo rimasto agganciato per un piede alla sella: venne creduto morto dai suoi commilitoni, ma venne invece salvato e riuscì a trovare rifugio in una casa di realisti. Rifocillatosi e curato, decise di lasciare il proprio reggimento ed emigrò nel 1791. Nelle campagne del 1792 e del 1793 combatté all'interno dell'armée des Princes.
Non desiderando militare nell'esercito rivoluzionario francese, venne costretto ancora una volta a lasciare la patria e si pose al servizio dell'esercito inglese. Si distinse in nord America sotto il comando di William Howe, di Charles Cornwallis e di Francis Rawdon-Hastings. In particolare quest'ultimo ebbe modo di lodare il coraggio e le abilità mostrate da Mac Mahon sul campo; al ritorno dei due in Inghilterra, lo presentò personalmente all'allora principe di Galles, Giorgio di Hannover che lo prese al proprio servizio personale dal 1796. Quando il principe Giorgio venne nominato reggente per conto del padre, Maurice-Framçois venne prescelto quale suo segretario pubblico.
Per ragioni sconosciute, lasciò poi il proprio incarico e tornò in Francia ove venne arrestato durante i Cento Giorni di Napoleone, ma venne liberato con la Restaurazione borbonica. Re Luigi XVIII di Francia lo nominò maresciallo di campo (4 giugno 1814) e ispettore di cavalleria. Si ritirò dal servizio attivo il 4 settembre 1815.
Morì il 22 marzo 1831 ad Autun.

## Matrimonio e figli
Maurice-François sposò il 1º febbraio 1792 a Bruxelles, Pélagie de Riquet de Caraman (12 ottobre 1769 - 28 novembre 1819). La coppia ebbe insieme diciassette figli:
- Charles-Marie (15 gennaio 1793 - 5 settembre 1845), III marchese di Éguilly, si sposò il 28 luglio 1823 a Parigi con Marie-Henriette Le Peletier (1800 - 1835), figlia di Louis VI Nicolas Le Peletier, I marchese de Rosanbo, pari di Francia;
- Marie Joséphine Adélaïde, detta "Adele" (5 gennaio 1795 - 1º febbraio 1825), sposò l'11 dicembre 1813 a Sully, Augustin Poute (1790-1864), marchese di Nieuil;
- Adèle Marie Magdelaine Françoise, detta "Fanny" (8 luglio 1796 - 23 dicembre 1872), sposò l'8 gennaio 1820 a Sully, René de La Selle (1776-1841), signore di Ligné;
- Bonaventure Marie Pierre Joseph (14 luglio 1799 - 11 luglio 1865), tenente degli ussari, sposò il 20 luglio 1829 a Parigi, Eudoxie (5 aprile 1806 - 23 marzo 1863), figlia di Adolphe Tanneguy Gabriel (1778 - 1832), marchese di Montaigu, primo gentiluomo di camera del principe di Conti; senza eredi;
- Marie Antoine Alfred Alexandre (c.1802 - 3 maggio 1806);
- Marie Anne Cécile (19 maggio 1804 - 5 luglio 1844), sposò il 20 marzo 1825 a Sully, Henry (1799 - 1859), V marchese di Roquefeuil;
- Marie Françoise Nathalie (6 dicembre 1805 - 12 giugno 1869), sposò il 14 novembre 1829 a Sully, Adalbert de Sarret (1806-1844);
- Marie Henriette Élisabeth (16 luglio 1807 - 15 settembre 1835), religiosa al convento del Sacro Cuore di Autun;
- Marie Edme Patrice Maurice (13 luglio 1808 - 17 ottobre 1893), I duca di Magenta (5 giugno 1859), maresciallo di Francia, Governatore generale d'Algeria (1864-1870), presidente della Repubblica Francese (1873-1879), sposò il 13 marzo 1854 a Parigi la nobile Élisabeth de La Croix de Castries (1834-1900);
- Marie Edme Eugène (26 dicembre 1810 - 13 décembre 1866), sposò il 5 febbraio 1849 Nathalie Levesque de Champeaux (22 settembre 1826 - 14 marzo 1885).